# Jansen (Familienname)
Jansen (siehe auch gleichbedeutend Janssen) ist ein Familienname.

## Herkunft und Bedeutung
Jansen ist ein patronymisch gebildeter Familienname mit der Bedeutung Sohn des Jan.

## Namensträger

### A
- Adolf Jansen (1872–1942), deutscher Bildhauer
- Albert Jansen (Mediziner) (1859–1933), deutscher HNO-Arzt
- Albert Jansen (Kaufmann) (1903–1974), deutscher Unternehmer
- Albert Jansen (1936–2000), deutscher Fußballspieler
- Alfred Jansen (* 1969), deutscher Fotograf
- Amund Grøndahl Jansen (* 1994), norwegischer Radsportler
- Anco Jansen (* 1989), niederländischer Fußballspieler
- Andrea Jansen (* 1980), schweizerische Fernsehmoderatorin
- Andreas Jansen (* 1972), deutscher Politiker (Piratenpartei) und Dermatologe
- Antje Jansen (* 1950), deutsche Politikerin (Die Linke)
- Arne Jansen (* 1975), deutscher Jazzmusiker
- Arne Jansen (Sänger) (1951–2007), niederländischer Schlagersänger
- Arno Jansen (* 1938), deutscher Lichtbildner, Fotograf und Hochschullehrer
- Arnold Jansen op de Haar (* 1962), niederländischer Dichter und Kolumnist
- Axl Jansen (* 1965), deutscher Mode- und Musikfotograf

### B
- Barend Coenraad Petrus Jansen (1884–1962), niederländischer Chemiker
- Bernd Jansen (Architekt) (1943–2025), deutscher Architekt
- Bernd Jansen (Fotograf) (* 1945), deutscher Fotograf
- Bernhard Jansen (Jesuit) (1877–1942), deutscher Jesuit, Theologe, Philosophiehistoriker und Hochschullehrer
- Bernhard Jansen (Ingenieur) (1898–1958), deutscher Ingenieur und Manager
- Bernt Jansen (* 1949), deutscher Tischtennisspieler
- Bettina Jansen-Schulz (* 1950), deutsche Hochschuldidaktikerin und Genderexpertin
- Björn Jansen (Manager) (* 1958), deutscher Unternehmer und Manager
- Björn Jansen (Politiker) (* 1977), deutscher Politiker (SPD)
- Brigitte E. S. Jansen (* 1953), deutsche Bioethikerin

### C
- Carl Jansen (Journalist) (Karl Jansen; ?–1931), deutscher Journalist
- Carl Jansen (Bibliothekar) (1899–1970), deutscher Bibliothekar
- Christian Jansen (* 1956), deutscher Neuzeithistoriker
- Christiane Jansen (* 1929), deutsche Schauspielerin
- Christoph Jansen (* 1983), deutscher Politiker (CDU)
- Cisita Joity Jansen (* 1990), deutsche Badmintonspielerin indonesischer Herkunft
- Claudia Jansen (* 1970), deutsche Fußballspielerin
- Cornelius Jansen (1585–1638), niederländischer Theologe

### D
- Dan Jansen (* 1965), US-amerikanischer Eisschnellläufer
- Daniela Jansen (* 1977), deutsche Politikwissenschaftlerin und Politikerin (SPD)
- Danny Jansen (* 2002), niederländischer Dartspieler
- Darnel Jansen (* 1996), deutscher Handballschiedsrichter
- David Jansen (Regisseur) (* 1981), deutscher Regisseur, Animator, Illustrator und Drehbuchautor
- David Jansen (Fußballspieler) (* 1987), deutscher Fußballspieler
- Dominik Jansen (* 1982), deutscher Fußballspieler
- Dorothea Jansen (1956–2017), deutsche Soziologin

### E
- Ea Jansen (1921–2005), estnische Historikerin
- Eckhard Jansen (* 1963), deutscher Kameramann
- Elena Jansen (* 1984), deutsche Schauspielerin und Drehbuchautorin
- Eline Jansen (* 2002), niederländische Radrennfahrerin
- Elisabeth Jansen (* 1967), deutsche Fußballspielerin
- Ellen Jansen (* 1992), niederländische Fußballspielerin
- Elmar Jansen (1931–2017), deutscher Kunsthistoriker, Autor und Herausgeber
- Emile Jansen (1959–2024), niederländischer Filmproduzent, Regisseur und Schauspieler
- Emilie Jansen (1871–1918), deutsche Blumen- und Stilllebenmalerin
- Eric Jansen (* 2000), deutscher Fußballspieler
- Erich Jansen (1897–1968), deutscher Schriftsteller
- Ernst Jansen (1945–2023; Ernst Jansen Steur), niederländischer Neurologe
- Ernst Jansen-Winkeln (1904–1992), deutscher Kirchenkünstler

### F
- F. Gustav Jansen (Friedrich Gustav Jansen; 1831–1910), deutscher Organist und Musikwissenschaftler
- Farina Jansen (* 1981), deutsche Schauspielerin
- Fasia Jansen (1929–1997), deutsche Liedermacherin und Friedensaktivistin
- Floor Jansen (* 1981), niederländische Sängerin
- Frank Jansen (* 1959), deutscher Journalist
- Frans Jansen (* 1962), niederländischer Ornithologe und Fotograf
- Franz Jansen (1903–1962), deutscher Apotheker, Kunsthistoriker und Museumsdirektor
- Franz M. Jansen (1885–1958), deutscher Maler
- Frederik J. Billeskov Jansen (1907–2002), dänischer Literaturwissenschaftler
- Friedrich Jansen (Verwaltungsbeamter) (1798–1861), deutscher Statistiker und Verwaltungsbeamter
- Friedrich Jansen (Unternehmer) (1813–1884), deutscher Textilunternehmer und Politiker (NLP)
- Friedrich Jansen (Weinhändler) (1883–1945), deutscher Weinhändler und Mordopfer
- Friedrich Gustav Jansen (1831–1910), deutscher Organist und Musikwissenschaftler, siehe F. Gustav Jansen
- Friedrich Karl Daniel Jansen (1823–1894), deutscher Lehrer und Regionalhistoriker, siehe Karl Jansen (Historiker)
- Frits Jansen (1856–1928), niederländischer Maler und Zeichner
- Fritz Jansen (Maler) (1892–1974), deutscher Maler
- Fritz Jansen (Psychologe) (* 1952), deutscher Psychologe und Verhaltenstherapeut

### G
- Gaite Jansen (* 1991), niederländische Schauspielerin
- Geert Jansen (Leichtathlet) (* 1942), niederländischer Langstreckenläufer
- Geert Jansen (Politiker) (* 1946), niederländischer Politiker
- Gerhard Friedrich August Jansen (1791–1869), deutscher Ministerialbeamter im Großherzogtum Oldenburg
- Gero Jansen (* 1990), deutscher Techno-DJ, Musikproduzent und Sound Designer
- Gerrit Jansen (* 1981), deutscher Schauspieler
- Gregor Jansen (* 1965), deutscher Kunsthistoriker und Kurator
- Günter Jansen (Regisseur), deutscher Hörspielregisseur und Sprecher
- Günter Jansen (Fußballspieler) (1932–2019), deutscher Fußballtorwart
- Günther Jansen (Politiker, 1831) (1831–1914), deutscher Politiker, Staatsminister von Oldenburg
- Günther Jansen (Politiker, 1936) (* 1936), deutscher Politiker (SPD)
- Gustav Jansen (Fabrikant) (1898–1955), deutscher Papierfabrikant
- Gustav Theodor Jansen (1829–1885), deutscher Jurist

### H
- Hanna Jansen (* 1946), deutsche Autorin
- Hans Jansen (Theologe) (1931–2019), niederländischer Theologe
- Hans Jansen (Journalist) (1934/1935–2014), deutscher Kulturjournalist
- Hans Jansen (Arabist) (1942–2015), niederländischer Arabist und Islamologe
- Hans-Hermann Jansen (* 1960), deutscher Musiker, Pädagoge und Hochschullehrer
- Hans J. Hansen (* 1946), deutscher Journalist, Buchhändler und Verleger
- Hans-Jürgen Jansen (Fußballspieler) (* 1941), deutscher Fußballspieler
- Hans-Jürgen Jansen (Musiker) (* 1947), deutscher Mundartsänger und Liedschreiber
- Harrie Jansen (* 1947), niederländischer Radrennfahrer
- Harry August Jansen (1883–1955), US-amerikanischer Zauberkünstler
- Heinrich Jansen (1876–1945), deutscher Gutsbesitzer und Politiker
- Heinz Jansen (Bibliothekar) (1885–1965), deutscher Bibliothekar
- Heinz Jansen (1940–2018), deutscher Politiker (CDU)
- Helene Radó-Jansen (1901–1958), deutsch-ungarische Journalistin, Übersetzerin und Parteifunktionärin (KPD)
- Helga Jansen (1950–2010), deutsche Sozialwirtin und Politikerin (SPD), MdBB
- Helga Kämpf-Jansen (1939–2011), deutsche Kunstpädagogin
- Henricus Jansen (1867–1921), niederländischer Grafiker, Maler und Designer
- Herman Ludin Jansen (1905–1986), norwegischer Theologe und Religionshistoriker
- Hermann Jansen (Architekt) (1869–1945), deutscher Architekt
- Hermann Jansen (Fotograf) (1877–1963), deutscher Fotograf und Verleger
- Hermann Jansen (Generalvikar) (1904–1984), deutscher katholischer Priester
- Hermann Jansen (Politiker) (1931–2020), deutscher Politiker (SPD)
- Hernán Jansen (* 1985), kolumbianischer Fechter
- Hilde Jansen (1914–1954), deutsche Schauspielerin

### I
- Ine Jansen (* 1973), norwegische Schauspielerin
- Inge Jansen (Missionarin) (* 1935), deutsche Ordensfrau der Missionsärztlichen Schwestern
- Inge Jansen (Wasserspringerin) (* 1994), niederländische Wasserspringerin
- Inge Claus-Jansen (* 1940), deutsche Künstlerin und Pionierin der Kinetischen Kunst und Op-Art

### J
- Jakob Jansen (1815–1892), deutscher Gutsbesitzer
- Jan Jansen (Mediziner) (1898–1984), norwegischer Mediziner
- Jan Jansen (Radsportler) (Johannes Hendrikus Jansen; * 1945), niederländischer Radsportler
- Jan Kristian Schøning Jansen (Jan K. S. Jansen; 1931–2011), norwegischer Mediziner
- Jan P. Jansen (1929–2014), norwegischer Journalist und Moderator
- Jan Willem Jansen (Organist) (* 1950), niederländischer Organist
- Jan Willem Jansen (Basketballspieler) (* 1952), niederländischer Basketballspieler und -trainer
- Janine Jansen (* 1978), niederländische Geigerin
- Janus Billeskov Jansen (* 1951), dänischer Filmeditor
- Jean Jansen (1825–1849), deutscher Revolutionär
- Joannes Coenraad Jansen (1840–1925), niederländischer Politiker
- Joggie Jansen (* 1948), südafrikanischer Rugby-Union-Spieler
- Johan Jansen (* 1989), niederländischer Fußballspieler
- Johann Ferdinand Jansen (1758–1834), deutscher Maler und Heimatdichter
- Johannes Jansen (Fußballspieler, 1956) (* 1956), deutscher Fußballspieler
- Johannes Jansen (Schriftsteller) (* 1966), deutscher Schriftsteller
- Johannes Jansen (Neurowissenschaftler), Neurowissenschaftler
- Johannes Henricus Gerardus Jansen (1868–1936), niederländischer Geistlicher, Erzbischof von Utrecht
- Johnny Jansen (* 1975), niederländischer Fußballspieler und -trainer
- Jones Ralfy Jansen (* 1992), indonesischer Badmintonspieler
- Josef Jansen (Unternehmer) (1894–1984), Schweizer Unternehmer
- Josef Jansen (Diplomat) (1909–1966), deutscher Diplomat
- Joseph Jansen (1829–1905), deutscher Maler
- Jürgen Jansen (* 1960), deutscher Fußballschiedsrichter

### K
- Karen Jansen (* 1971), deutsche Schauspielerin
- Karl Jansen (Historiker) (Carl Jansen; 1823–1894), deutscher Historiker und Lehrer
- Karl Jansen (Gewichtheber) (1908–1961), deutscher Gewichtheber
- Karl Jansen (Leichtathlet) (1914–2006), deutscher Leichtathlet
- Karl Jansen-Winkeln (* 1955), deutscher Ägyptologe
- Karlheinz Jansen (Karnevalist) (1926–2017), deutscher Karnevalist und Büttenredner
- Karlheinz Jansen (Politiker) (* 1943), deutscher Politiker (CDU)
- Katharine Jansen (* 1934), deutsche Schwimmerin
- Katherine L. Jansen (* 1957), US-amerikanische Historikerin
- Kevin Jansen (* 1992), niederländischer Fußballspieler
- Klaus Jansen (Abt) (1922–2008), deutsch-österreichischer Abt
- Klaus Jansen (Verbandsfunktionär) (* 1955), deutscher Kriminalbeamter und Gewerkschafter
- Knud Jansen (1913–1982), dänischer Mediziner
- Koen Jansen (* 2004), niederländischer Fußballspieler

### L
- Laura Jansen (* 1977), US-amerikanisch-niederländische Popsängerin
- Laura Jansen (Triathletin) (* 1994), deutsche Triathletin
- Leo Jansen (1934–2012), niederländischer Politiker und Nachhaltigkeitsforscher
- Leonhard Jansen (1906–1997), deutscher Schriftsteller
- Lodewijk Antoon Jansen (1919–1988), belgischer Ordensgeistlicher und römisch-katholischer Bischof von Isangi
- Lou Jansen (1900–1943), niederländischer Politiker und Widerstandskämpfer (CPN)
- Louis Jansen (1915–2010), niederländischer Kommunalpolitiker
- Ludger Jansen (* 1969), deutscher Philosoph
- Ludwig Jansen (Sänger) (1828–1885), deutscher Sänger (Bariton)
- Ludwig Jansen (Unternehmer) (?–1940), deutscher Firmeninhaber
- Luise Jansen (1835–1912), deutsche Landschaftsmalerin, Blumenmalerin und Stilllebenmalerin der Düsseldorfer Schule

### M
- Maarten Jansen (* 1952), niederländischer Archäologe und Altamerikanist
- Magda Berndsen-Jansen (* 1950), niederländische Politikerin und Polizeichefin
- Mallory Jansen (* 1989), australische Schauspielerin
- Manfred Jansen (Fußballspieler, 1927) (1927–2002), deutscher Fußballspieler
- Manfred Jansen (Fußballspieler, 1956) (* 1956), deutscher Fußballspieler
- Marcell Jansen (* 1985), deutscher Fußballspieler
- Marco Jansen (* 2000), südafrikanischer Cricketspieler
- Margrit Jansen (* 1947), deutsche Politikerin (SPD)
- Marie-Luise Schulta-Jansen (* 1953), deutsche Badmintonspielerin
- Mark Jansen (* 1978), niederländischer Gitarrist
- Markus Maria Jansen (* 1957), deutscher Musiker
- Martin Jansen (* 1944), deutscher Chemiker
- Max Jansen (* 1993), deutscher Fußballspieler
- Mechtild Jansen (* 1952), deutsche Sozialwissenschaftlerin und Autorin
- Mechtild M. Jansen (* 1948), deutsche Sozialpädagogin und Frauenrechtlerin
- Michael Jansen (Staatssekretär) (* 1941), deutscher Jurist und Diplomat
- Michael Jansen (Archäologe) (1947–2022), deutscher Architekturhistoriker und Archäologe
- Michael Jansen (Künstler) (* 1951), deutscher Bildender Künstler und Komponist

### N
- Nico Jansen (* 1953), niederländischer Fußballspieler
- Nikolaus Jansen (1880–1965), römisch-katholischer Prälat, Politiker und NS-Gegner
- Nils Jansen (* 1967), deutscher Rechtshistoriker
- Norbert Jansen, deutscher Basketballspieler

### O
- Otto Jansen (1879–1938), deutscher Kunsthändler und Weltreisender

### P
- Pascal Jansen (* 1973), niederländischer Fußballtrainer
- Paul Jansen (* 1950), deutscher Spitzenbeamter im Range eines Ministerialdirektors
- Paul Jansen (Maler) (* 1951), niederländischer Maler
- Paul Jansen (Psychologe) (* 1954), niederländischer Wirtschaftspsychologe und Hochschullehrer
- Per Jansen (* 1941), norwegischer Schauspieler
- Peter Jansen (Politiker) (1852–1923), US-amerikanischer Schafzüchter und Politiker (Nebraska)
- Peter Jansen (Theologe) (1912–nach 1977), deutscher Theologe und Hochschullehrer
- Peter Jansen (Komponist) (1921–2009), deutscher Komponist
- Peter-Erwin Jansen (* 1957), deutscher Publizist
- Peter W. Jansen (1930–2008), deutscher Filmpublizist und Journalist
- Petra Jansen (* 1966), deutsche Sportpsychologin und Hochschullehrerin
- Pidder Jansen-Dürr (* 1956), deutscher Biologe, Biochemiker und Hochschullehrer
- Pierre Jansen (1930–2015), französischer Komponist

### Q
- Quirin Jansen (1888–1953), deutscher Kommunalpolitiker (NSDAP), Oberbürgermeister von Aachen

### R
- Renate Jansen (* 1990), niederländische Fußballspielerin
- Ria Jansen-Sieben (1930–2019), belgische Germanistin, Literaturwissenschaftlerin und Hochschullehrerin
- Richard Jansen (1878–1941), deutscher Architekt
- Robbie Jansen (1949–2010), südafrikanischer Musiker
- Robert Jansen (Politiker) (1881–nach 1924), deutscher Journalist und Politiker (DDP)
- Robert Jansen (Leichtathlet), niederländischer Hürdenläufer
- Robert Jansen (Schauspieler), deutscher Schauspieler
- Robert K. Jansen (* 1954), US-amerikanischer Botaniker und Hochschullehrer
- Rolf Jansen (Chemiker) (1927/1928–2018), deutscher Chemiker
- Rolf Jansen (Nordischer Skisportler), norwegischer Nordischer Skisportler
- Rolf H. Jansen (* 1946), deutscher Ingenieur und Hochschullehrer
- Rolf Habben Jansen (* 1966), niederländischer Manager
- Ronald Jansen (* 1963), niederländischer Hockeyspieler
- Ronja Jansen (* 1995), Schweizer Politikerin (Juso/SP)
- Rudolf Jansen (Jurist) (um 1925–2012), deutscher Jurist und Steuerrechtsexperte
- Rudolf Jansen (Pianist) (1940–2024), niederländischer Pianist und Organist

### S
- Sabine Jansen (* 1957), deutsche Krankenschwester und Politikerin (SPD)
- Scarlett Jansen (* 1988), deutsche Rechtswissenschaftlerin
- Silke Jansen (* 1976), deutsche Romanistin, Sprachwissenschaftlerin und Hochschullehrerin
- Sophie Jansen (1862–1942), deutsche Schriftstellerin und Armenpflegerin
- Stefan Jansen (* 1972), niederländischer Fußballspieler
- Stephan A. Jansen (* 1971), deutscher Wirtschaftswissenschaftler und Systemtheoretiker
- Steve Jansen (* 1959), englischer Schlagzeuger, Percussionist, Komponist und Musikproduzent

### T
- Theo Jansen (* 1948), niederländischer Künstler
- Theodor Jansen (?–1964), deutscher Fabrikant
- Thomas Jansen (* 1939), deutscher Politikwissenschaftler und Politiker (CDU)
- Thorsten Gerhard Jansen (1967–2023), deutscher Aktivist
- Timothy J. Jansen (* 1964), US-amerikanischer Komponist, Organist, Pianist und Musikpädagoge
- Tom Jansen (* 1998), niederländischer Handballspieler
- Torsten Jansen (* 1976), deutscher Handballspieler

### U
- Ulli Jansen (1931–2006), deutscher Eishockeyspieler
- Ulrich Jansen (* 1961), deutscher Maler

### V
- Volker Jansen (Feuerwehrmann) (* 1970), deutscher Medaillengewinner bei den Feuerwehrweltmeisterschaften
- Volker Jansen (Autor), Autor von Filmlexika

### W
- Walter Jansen (Politiker) (1899–1969), deutscher Politiker (CDU)
- Walter Jansen (Bischof) (1923–2004), deutscher Bischof
- Walter Jansen (Chemiker) (1938–2025), deutscher Chemiedidaktiker
- Walther Jansen (1897–1959), Mitbegründer des Deutschen Pfadfinderbundes
- Werner Jansen (1890–1943), deutscher Schriftsteller und Arzt
- Wilhelm Jansen (Landwirt) (1866–1943), deutscher Landwirt und Verbandsfunktionär
- Wilhelm Jansen (Märtyrer) (1888–1942), deutscher Märtyrer
- Wilhelm Hermann Jansen (1886–1959), deutscher Arzt und Fachautor
- Wim Jansen (1946–2022), niederländischer Fußballspieler
- Winfried Jansen (1935–2024), deutscher Architekt und Hochschullehrer
- Wolfgang Jansen (Schauspieler) (1938–1988), deutscher Schauspieler
- Wolfgang Jansen (Theaterwissenschaftler) (* 1951), deutscher Theaterwissenschaftler

### Y
- Yibbi Jansen (* 1999), niederländische Hockeyspielerin
- Yves Jansen (* 1952), Schweizer Theaterregisseur, Schauspieler und Autor
- Yvon Jansen (* 1972), deutsche Schauspielerin, Sängerin und Hörspielsprecherin